# Stitch! The Movie
Stitch! The Movie (La película de Stitch en Hispanoamérica y España) es una producción de Walt Disney Television Animation lanzada directamente en vídeo el 19 de agosto de 2003. Esta cinta se posiciona como la secuela de Lilo & Stitch (2002) y, con frecuencia, se le atribuye el papel de impulsora de la serie de televisión Lilo & Stitch: La Serie. La trama sirve como una introducción a los 625 experimentos creados por el Dr. Jumba Jookiba, financiados por el Dr. Jacques von Hämsterviel.

## Trama
La película inicia con el excapitán Gantu a bordo de su nueva nave espacial (la original fue destruida en la primera película), siendo contratado por Hämsterviel para recuperar los 625 experimentos. Mientras tanto, Stitch se encuentra en la Tierra, aún adaptándose a su nuevo entorno. Lilo intenta animarlo al destacar su singularidad, comparándolo con Frankenstein, aunque esto solo empeora su ánimo. Repentinamente, oyen un ruido proveniente del piso inferior. Al bajar las escaleras, se topan con Gantu, quien acaba de irrumpir en su hogar. En medio del caos, Gantu localiza una bola azul con el número "625" y la toma antes de secuestrar a Jumba para interrogarlo. Lilo y Stitch deciden abordar la nave de Jumba para perseguir a Gantu y se involucran en una batalla espacial antes de ser derrotados y caer de regreso a la Tierra.
Al volver a la casa, Lilo, Stitch y Pleakley hablan y encuentran el contenedor que escondía Jumba. Pleakley decide que estos son los otros experimentos, deshidratados. Él les advierte de que no le digan nada a nadie, y les dice que no metan los experimentos en el agua. Lilo y Stitch desobedecen deliberadamente a Pleakley, recuperan el recipiente e hidratan al experimento 221, que se escapa rápidamente.
Mientras tanto, Jumba se encuentra en cautiverio en el barco del Dr. Hämsterviel, que hace su aparición sorprendente y resulta que es un pequeño gerbo/hamster/conejo-alien. Para intimidar a Jumba, Hämsterviel activa el experimento 625 para que lo ataque. Afortunadamente para Jumba, mientras que 625 tiene todos los poderes de Stitch, es increíblemente perezoso, un terrible cobarde, solo hace sándwiches que prioriza por encima de todo.
Por otro lado, Pleakley puede entrar en contacto con la nave Hämsterviel por teléfono. Hämsterviel dice que quiere los 624 experimentos de rescate a cambio de Jumba. Cuando Pleakley informa a los demás miembros de la familia de cuál es el rescate, Nani procede a llamar a Cobra Bubbles, mientras que Lilo y Stitch van a buscar a 221. Cobra llega a la mañana siguiente, parece que ya sabe acerca de lo que sucedió. Mientras tanto, Lilo y Stitch finalmente atrapan al molesto experimento 221 en un hotel.
El momento de la cita llega y Pleakley y Cobra se van con el recipiente, sin saber que sólo contiene 623 experimentos. Pleakley entrega el contenedor a Hämsterviel, que es sorprendido al descubrir que uno se perdió. Lilo aparece entonces con el Experimento 221 atrapado en un florero de vidrio. Anunciando que lo ha denominado "Sparky", y que es parte de la familia de Stitch, y por tanto, ella respetará el Ohana. Hämsterviel le dice que le dé el experimento o Jumba morirá.
Después de varios minutos pensativos y de que Cobra, Pleakley, Jumba y Hämsterviel intenten persuadirlos, Lilo y Stitch dejan a Sparky libre. Cobra da la señal, el buque del Gran Concejal se eleva de los océanos y fija varios cañones en Hämsterviel. Lilo protesta, diciendo que tiene a los otros experimentos y Sparky lo escucha.
Sparky procede a utilizar su capacidad de golpe eléctrico sobre la nave del Concejal, mientras que Hämsterviel y Gantu suben de nuevo a bordo de su buque con los experimentos. En un último intento por detener a Hämsterviel, Lilo y Stitch corren tras él.
Lilo y Stitch empiezan a luchar por el recipiente con los otros experimentos. La lucha por el contenedor entre Lilo, Stitch y Gantu resulta en la liberación de la vaina deshidratada y una lluvia de experimentos en Hawái. Después de haber capturado a los héroes, Hämsterviel cuenta sus planes para clonar a Stitch una y mil veces más y deja a Gantu hacer lo que quiera con Lilo. Mientras Gantu pone a Lilo en una vaina de teletransportación para enviarla a un zoológico intergaláctico, Stitch es atado a un peso que sólo él puede levantar.
Viendo como Stitch intenta evitar ser diseccionado por un láser para el proceso de clonación, Sparky piensa y demuestra que ha reformado por la máquina de clonación, causando a cortocircuito. A continuación, Stitch consigue liberarse y los dos Hämsterviel corren hacia Lilo para salvarla.
Después de haber bloqueado a Hämsterviel con esposas, Lilo, Stitch, Sparky y Gantu cortocircuitan la nave, provocando que se bloquee, cerca de una cascada de Kauai. El aterrizaje Hämsterviel lleva la nave de vuelta al punto de encuentro, y dan con una nueva casa de Sparky, con un faro que no había funcionado durante años porque era muy caro mantenerlo. A continuación, el Gran Concejal los persuade para continuar con la rehabilitación de los otros 623. El Concejal pone a Hämsterviel bajo arresto y Jumba le susurra a Pleakley que tiene planes para hacer el experimento 627.

## Reparto
- Chris Sanders como Stitch.
- Daveigh Chase como Lilo.
- Tia Carrere como Nani.
- David Ogden Stiers como Jumba.
- Kevin McDonald como Pleakley.
- Ving Rhames como Cobra Bubbles.
- Dee Bradley Baker como David Kawena.
- Kevin Michael Richardson como Capitán Gantu.
- Jeff Bennett como Dr. Hämsterviel.[2]

Doblaje
| Personaje       | Actor original           | Actor de doblaje   | Actor de redoblaje | Actor de doblaje |
| --------------- | ------------------------ | ------------------ | ------------------ | ---------------- |
| Stitch          | Chris Sanders            | Juan Carlos Cortés | Juan Carlos Cortés | Abraham Aguilar  |
| Lilo Pelekai    | Daveigh Chase            | Anaís Portillo     | Melissa Gedeón     | Olivia Caneda    |
| Nani Pelekai    | Tia Carrere              | Claudia Garzón     | Claudia Garzón     | Yolanda Mateos   |
| Jumba Jookiba   | David Ogden Stiers       | Maynardo Zavala    | Armando Réndiz     | Carlos Kaniowsky |
| Pleakley        | Kevin McDonald           | Rubén Trujillo     | Rubén Trujillo     | Iván Muelas      |
| Cobra Bubbles   | Ving Rhames              | Rubén Moya         | Rubén Moya         | Joan Crosas      |
| David Kawena    | Dee Bradley Baker        | Noé Velázquez      | Noé Velázquez      | Claudi Domingo   |
| Capitán Gantu   | Kevin Michael Richardson | Gerardo Reyero     | Gerardo Reyero     | Pedro Tena       |
| Dr. Hämsterviel | Jeff Bennett             | Ricardo Tejedo     | Ricardo Tejedo     | Juan Perucho     |

## Producción
El título original de la película sería Lilo & Stitch: Una nueva Ohana. En algún momento, hubo una decisión que hizo que sólo tuviera el nombre de Stitch en los títulos de la película y serie posterior, llamada Stitch! La serie. Finalmente, esta decisión fue rechazada, y el título de la película no es el mismo que el de la serie.